# Kristy McNichol
Christina Ann McNichol (Los Ángeles, 11 de septiembre de 1962), conocida como Kristy McNichol, es una actriz estadounidense retirada, que también fue cantante. Inició su carrera como niña actriz, y saltó a la fama en 1976, cuando interpretó en la televisión a una adolescente, de nombre Letitia "Buddy" Lawrence, en el drama Family, y por ese trabajo recibió dos Premios Emmy. Posteriormente, hizo el papel de Angel en la película Little Darlings, el de Polly en Only When I Laugh, y el de Barbara Weston en la serie Empty Nest. Se retiró de la actuación en el 2001.

## Primeros años, familia y educación

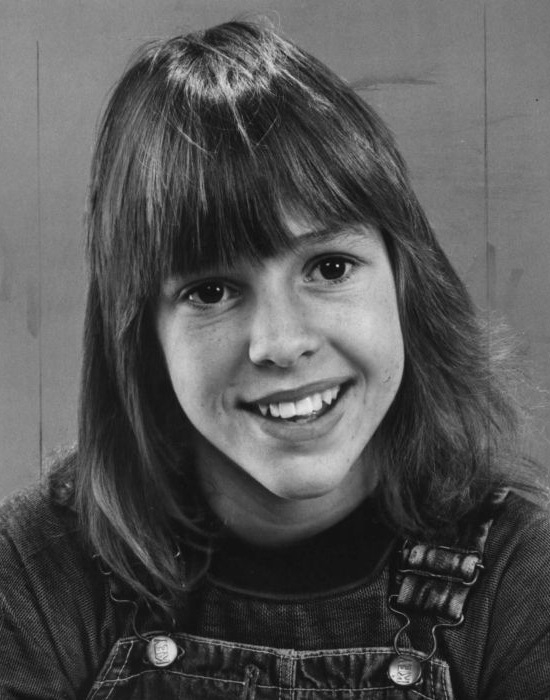
McNichol, en 1976.

McNichol nació el 11 de septiembre de 1962, en Los Angeles, California, hija de James y Carolyn McNichol. Su padre era carpintero y su madre trabajaba en casi cualquier cosa para mantener a la familia, ya fuera como secretaria, vendedora de cosméticos y como extra de cine. Su familia es de origen escocés/irlandés, de parte de su padre, y de origen libanés, de parte de su madre.

## Carrera
Apareció con su hermano, Jimmy McNichol, en comerciales y luego, ya por su cuenta, como invitada en series como Starsky & Hutch, The Bionic Woman, Love, American Style y The Love Boat, gracias a Desi Arnaz, amigo de su familia.Su primer papel regular destacado fue el de Patricia Apple en la serie Apple's Way (1974).[cita requerida]
En 1976, trabajó como Letitia "Buddy" Lawrence en la serie de televisión Family (1976–1980). Fue nominada al Premio Emmy para la Mejor Actriz de Reparto en una Serie Dramática durante tres años seguidos (1977-1979), y lo obtuvo en dos de ellos: 1977 y 1979. En 1980, fue nominada al Premio Emmy para Actuación Principal Sobresaliente en una Serie Dramática, por Family.[cita requerida]
En 1977, apareció en The Carpenters at Christmas, un especial para televisión, en donde presentó varios números musicales con ese dueto. En 1978, Jimmy y ella se iniciaron en el mundo de la música, grabando el álbum Kristy and Jimmy McNichol para RCA Records (AFL1-2875). Producida por Phil Margo y Mitch Margo, incluyó los sencillos "He's So Fine" (un cover del éxito de The Chiffons de 1963), que llegó al número 70 de la lista Billboard y "Page by Page". Los hermanos McNichol promovieron el álbum en la discoteca Studio 54 de Nueva York junto con otras celebridades. En 1978, McNichol y Jimmy se presentaron en un segundo especial de los Carpenters: The Carpenters: A Christmas Portrait.
McNichol fue una de las más célebres estrellas adolescentes de esa época. Apareció en programas de entrevistas como The Mike Douglas Show y Dinah!, y apareció en varias ocasiones en Battle of the Network Stars y en otros programas deportivos con celebridades. En 1978, trabajó en la película para la televisión Summer of My German Soldier.
McNichol comenzó su carrera como actriz en 1977 con la película Black Sunday, pero sus escenas fueron eliminadas. En 1978, apareció con Burt Reynolds y Sally Field en la comedia negra The End.
En 1980, trabajó en uno de los papeles de la película de maduración (véase coming-of-age (género)) Little Darlings, con las actuaciones de Tatum O'Neal,  Matt Dillon y Cynthia Nixon en papeles secundarios. Su actuación fue aclamada por varios críticos de cine, incluso por aquéllos a quienes no les gustó la película. Meses después, ese mismo año, apareció al lado de Dennis Quaid y Mark Hamill en The Night the Lights Went Out in Georgia, por la cual recibió un salario de seis cifras  algo sin precedentes para artistas adolescentes. En 1981, se presentó en Only When I Laugh, de Neil Simon, y fue nominada al Globo de Oro para la Mejor Actriz de Reparto.
Fue nominada a un Premio Golden Raspberry para la Peor Actriz por su actuación en la película The Pirate Movie, de 1982.[cita requerida] Ese mismo año, sufrió un colapso emocional mientras trabajaba en el papel principal de la comedia-drama  Just the Way You Are, que se estaba filmando en Francia. Poco después reveló a la revista People que no podía dormir y que se los pasó llorando todo el tiempo que estuvo en Francia. Tenía pesadillas cuando sí podía dormir y lloraba en el estudio de filmación. Regresó a la producción hasta después de la Navidad para terminar la película; la filmación tuvo que interrumpirse durante un año mientras se recuperaba. Tiempo después reveló que el colapso se debió a la presión de que fue objeto en su carrera como actriz infantil, y que también se vio obligada a ocultar su sexualidad al público.[cita requerida].
En 1986, apareció en Women of Valor, una película para televisión acerca de un grupo de enfermeras estadounidenses en un campo de prisioneros de guerra japonés durante la Segunda Guerra Mundial. Trabajó en dos películas en 1988: You Can't Hurry Love y Two Moon Junction.[cita requerida]
Ese mismo año, comenzó a trabajar en el papel de Barbara Weston en Empty Nest, la serie derivada de The Golden Girls. Abandonó este trabajo en 1992 después de que se le diagnosticó un trastorno bipolar pero regresó a terminar el último episodio en 1995. Fue su última aparición en la pantalla. Después siguió trabajando, sin embargo, como actriz de voz, doblando a personajes de las series de televisión animadas Extreme Ghostbusters (1997) e Invasion America (1998).

## Los años siguientes

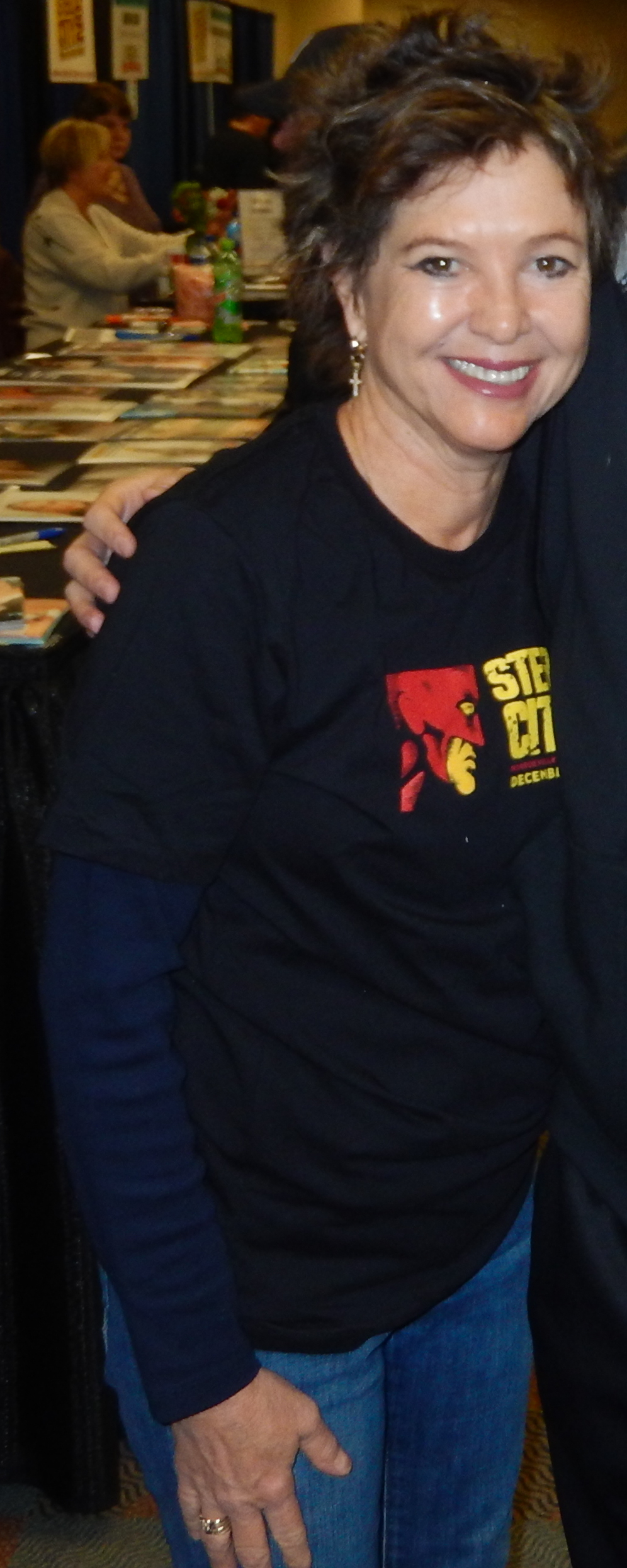
McNichol, en el 2009.

En junio del 2001, McNichol anunció que se retiraba de la actuación. Su publicista declaró lo siguiente:

"Muchas personas se han preguntado a qué me estoy dedicando. Me retiré de mi carrera después de 24 años. Sentí que había llegado el momento de representar el papel más importante: ¡yo misma! Debo decir que es lo mejor que me ha ocurrido. Tantos de mis seguidores se han decepcionado al saber que no estoy actuando; sin embargo, quizá  algunas personas no se dan cuenta que el proceso en el que me encuentro es necesario y vital para mí felicidad y mi bienestar personales."

Después de su retiro, McNichol estuvo dando clases de actuación en una escuela privada en Los Angeles y dedicó gran parte de su tiempo a hacer obras de caridad. En el 2012, McNichol terminó con años de especulación cuando reveló que es lesbiana y que vivía con su pareja, Martie Allen, desde principios de los años 1990. Hizo esta declaración con la esperanza de que su apertura ayudaría a la gente joven que es víctima de acoso psicológico debido a su orientación sexual. También aclaró que no tiene intenciones de regresar a la actuación.

## Filmografía
| Año       | Título                                   | Papel                           | Notas                                                |
| --------- | ---------------------------------------- | ------------------------------- | ---------------------------------------------------- |
| 1973      | Love, American Style                     | Steffi                          | Segmento: "Love and the Unsteady Steady"             |
| 1974      | Apple's Way                              | Rachel                          | Episodio: "The Lamb"                                 |
| 1974-1975 | Apple's Way                              | Patricia Apple                  | 12 episodios                                         |
| 1975      | ABC Afterschool Specials                 | Jenna McPhail                   | Episodio: "Fawn Story"                               |
| 1976      | ABC Afterschool Specials                 | Nina Beckwith                   | Episodio: "Me and Dad's New Wife"                    |
| 1976      | Starsky y Hutch                          | Meg Molly Edwards               | Episodio: "The Hostages" Episode: "Little Girl Lost" |
| 1976      | Sara                                     |                                 | Episodio: "Grandpa's Girl"                           |
| 1976      | La Mujer Biónica                         | Amanda Cory                     | Episodio: "The Ghost Hunter"                         |
| 1976-1980 | Family                                   | Letitia 'Buddy' Lawrence        | 86 episodios                                         |
| 1977      | El Crucero del Amor                      | Linda Morley                    | Película para TV                                     |
| 1977      | Black Sunday                             | (escenas eliminadas)            |                                                      |
| 1977      | El Crucero del Amor                      | Kelly                           | Episodio: "Graham and Kelly"                         |
| 1977      | ABC Afterschool Specials                 | Carlie Higgins                  | Episodio: "The Pinballs"                             |
| 1978      | Starsky y Hutch                          | Joey Carston                    | Episodio: "The Trap"                                 |
| 1978      | The End                                  | Julie Lawson                    |                                                      |
| 1978      | Like Mom, Like Me                        | Jennifer Gruen                  | Película para TV                                     |
| 1978      | Summer of My German Soldier              | Patty Bergen                    | Película para TV                                     |
| 1979      | My Old Man                               | Jo Butler                       | Película para TV                                     |
| 1980      | Little Darlings                          | Angel                           |                                                      |
| 1980      | Blinded by the Light                     | Janet Bowers                    |                                                      |
| 1981      | The Night the Lights Went Out in Georgia | Amanda Child                    |                                                      |
| 1981      | Only When I Laugh                        | Polly                           |                                                      |
| 1982      | White Dog                                | Julie Sawyer                    |                                                      |
| 1982      | The Pirate Movie                         | Mabel                           |                                                      |
| 1984      | Just the Way You Are                     | Susan Berlanger                 |                                                      |
| 1985      | Love, Mary                               | Mary Groda-Lewis                | Película para TV                                     |
| 1986      | Dream Lover                              | Kathy Gardner                   |                                                      |
| 1986      | Women of Valor                           | T.J. Nolan                      | Película para TV                                     |
| 1988      | You Can't Hurry Love                     | Rhonda                          |                                                      |
| 1988      | Murder, She Wrote                        | Jill Morton                     | Episodio: "Showdown in Saskatchewan"                 |
| 1988      | Two Moon Junction                        | Patti Jean                      |                                                      |
| 1988-1995 | Nido vacío                               | Barbara Weston                  | 100 episodios                                        |
| 1989      | The Forgotten One                        | Barbara Stupple                 |                                                      |
| 1990      | Children of the Bride                    | Mary                            | Película para TV                                     |
| 1991      | Baby of the Bride                        | Mary                            | Película para TV                                     |
| 1991      | The Golden Girls                         | Barbara Weston                  | Episodio: "Witness"                                  |
| 1992      | The Golden Girls                         | Barbara Weston                  | Episodio: "A Midwinter Night's Dream: Part 2"        |
| 1993      | La madre de la novia                     | Mary                            | Película para TV                                     |
| 1997      | Extreme Ghostbusters                     | Chica en sub (voz)              | Episodio: "Dry Spell"                                |
| 1998      | Invasion America                         | Sgt. Angela 'Angie' Romar (voz) | 13 episodios                                         |

## Reconocimientos
|  | 1977Emmy por Family 1979Emmy por Family 1980People's Choice Award por "Favorite Young Motion Picture Actress" 1982Young Artist Award por Only When I Laugh | 1978Emmy por Family 1979Globo de Oro por Family 1980Emmy por Family Young Artist Award por Family 1981Young Artist Award por My Old Man y Little Darlings 1982Globo de Oro por Only When I Laugh |